# Irgendwie Anders
Irgendwie Anders (Originaltitel: Something Else) ist eine kanadisch-britische Zeichentrickserie, die zwischen 2002 und 2003 produziert wurde.

## Handlung
Irgendwie und Anders sind die besten Freunde. Dabei ist Irgendwie ein penibler und ordentlicher Denker mit einem blauen und glatten Fell, sowie einer dicken Knubelnase, während Anders ein unordentlicher genialer Erfinder ist, der ein oranges und struppiges Fell hat und einen Rüssel als Nase hat. Zusammen erleben sie viele unterschiedliche Abenteuer.

## Produktion und Veröffentlichung
Die Serie wurde zwischen 2002 und 2003 in britisch-kanadischer Zusammenarbeit produziert. Dabei sind 26 Folgen entstanden. Die Regie übernahm Brad Neave und die Produktion TV Loonland und Studio B Productions.
Die deutsche Erstausstrahlung erfolgte am 8. Oktober 2003 auf KIKA statt. Weitere Ausstrahlungen erfolgten ebenfalls auf ZDF, SRF 1 und SRF zwei.

## Episodenliste
| Folge | deutscher Titel               | englischer Titel             | Originalausstrahlung |
| 1     | Schlecht beschirmt            | Something Old, Something New | 8. Oktober 2003      |
| 2     | Sekundenplan                  | The Schedule                 | 9. Oktober 2003      |
| 3     | Wandertag                     | The Trip                     | 10. Oktober 2003     |
| 4     | Die Vertretung                | The Sitters                  | 14. Oktober 2003     |
| 5     | Die Bergbeeren vom Beerenberg | Berry High                   | 15. Oktober 2003     |
| 6     | Sitzen bleiben!               | Chair Affair                 | 16. Oktober 2003     |
| 7     | Doppelt gemoppelt             | Double Trouble               | 17. Oktober 2003     |
| 8     | Schlammbäder                  | Pretty Ones                  | 20. Oktober 2003     |
| 9     | Benimm-Kurs                   | Charm School                 | 21. Oktober 2003     |
| 10    | Vielen Dank für die Blume     | Birthday Surprise            | 22. Oktober 2003     |
| 11    | Wahnsinnsbau                  | Site-Mare                    | 23. Oktober 2003     |
| 12    | Sauber!                       | What’s Cookin’?              | 24. Oktober 2003     |
| 13    | Vollgestopft                  | Stuffed with Stuff           | 27. Oktober 2003     |
| 14    | Ausgeschlafen                 | Sleep                        | 28. Oktober 2003     |
| 15    | Alle lieben Windmusik         | Can’t Dance, Won’t Dance     | 29. Oktober 2003     |
| 16    | Wasser kann, was es will      | H2Oh-Oh                      | 30. Oktober 2003     |
| 17    | So ein Theater                | Theatricals                  | 31. Oktober 2003     |
| 18    | Sammelleidenschaft            | Something Collects           | 3. November 2003     |
| 19    | Puppen-Spiele                 | Hello Dolly                  | 4. November 2003     |
| 20    | Schöner wohnen                | Decoration Day               | 5. November 2003     |
| 21    | Kevin in Not                  | Crisis Kevin                 | 6. November 2003     |
| 22    | Verschnupft                   | The Big Sneezy               | 7. November 2003     |
| 23    | Schweigegelübde               | Chatterbox                   | 10. November 2003    |
| 24    | Nur alle Jubeljahre           | Pink Moon                    | 11. November 2003    |
| 25    | Streik                        | Strike!                      | 12. November 2003    |
| 26    | Lebensretter                  | Lifesaver                    | 13. November 2003    |